# Januária de Bragança
Januária do Brasil (Rio de Janeiro, 11 de março de 1822 – Nice, 13 de março de 1901), cognominada "a Princesa da Independência", foi a segunda filha do imperador Pedro I e da imperatriz consorte Maria Leopoldina, e, portanto, membro da família imperial brasileira. Era irmã do imperador Pedro II do Brasil e da rainha Maria II de Portugal. De 1835 a 1845, deteve o título de Princesa Imperial do Brasil, como herdeira presuntiva de seu irmão, o imperador Pedro II, que era então menor de idade, e considerou-se a possibilidade de declará-la regente, embora isso nunca tenha se concretizado.

## Biografia

### Infância

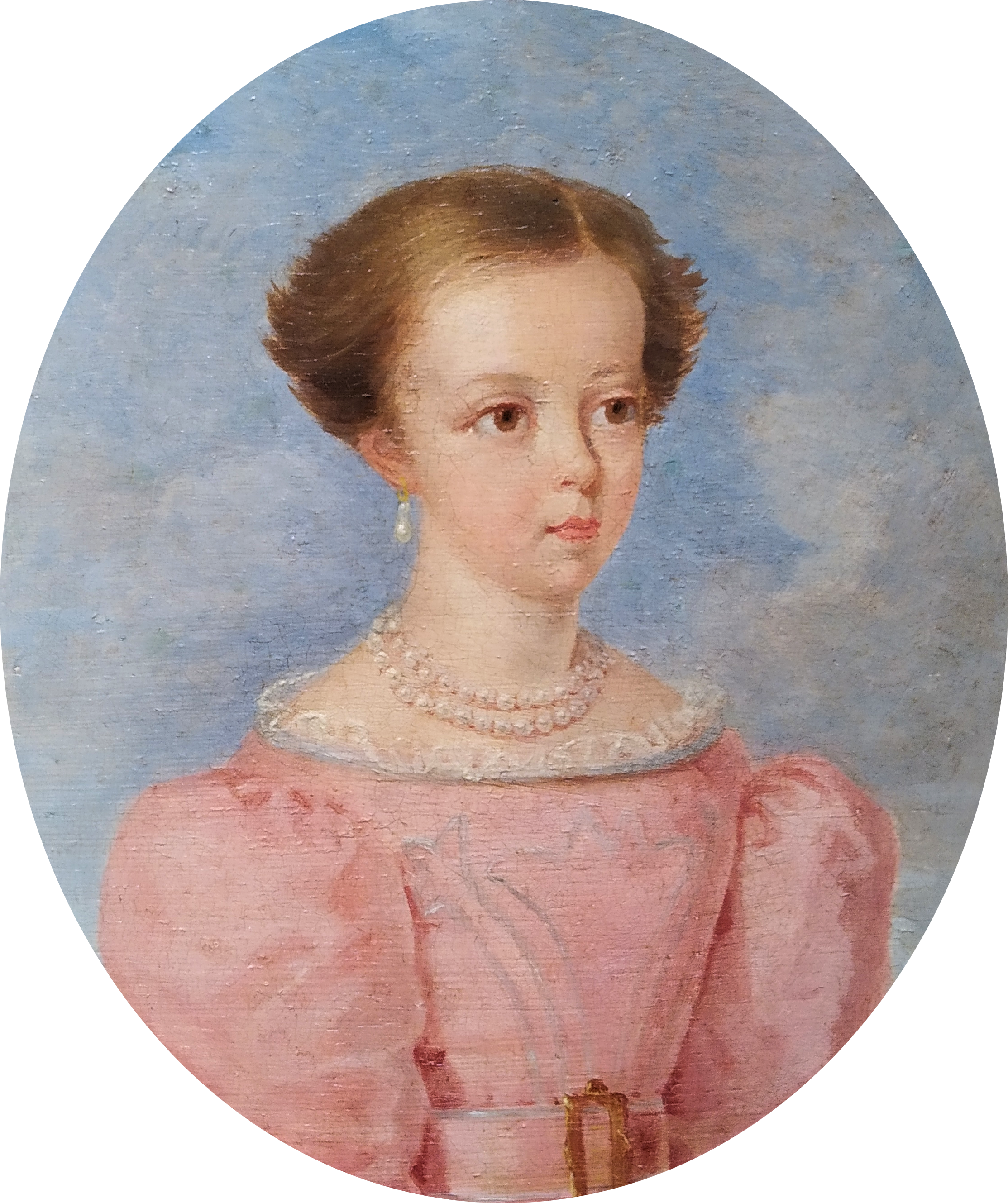
Retrato de Januária, 1830, atribuído a Simplício Rodrigues de Sá

D. Januária, nasceu infanta de Portugal, em 11 de março de 1822 no Palácio de São Cristóvão, Rio de Janeiro, Reino do Brasil. Quando nasceu, sua família estava de luto pela morte de seu irmão, João Carlos, Príncipe da Beira, meses antes. Era a segunda filha varoa do então herdeiro do trono português, Pedro de Alcântara, e de sua esposa, a arquiduquesa Leopoldina da Áustria. Por ter nascido no processo da independência do Brasil, foi chamada de "a Princesa da Independência". Seus avós paternos eram o rei João VI de Portugal, e sua esposa, a infanta Carlota Joaquina da Espanha, e os avós maternos eram o imperador Francisco I da Áustria, último monarca do Sacro Império Romano-Germânico, e sua esposa, a princesa Maria Teresa de Nápoles e Sícilia. A princesa cresce ao lado dos irmãos, Maria da Glória, Pedro de Alcântara, Paula Mariana, Francisca e sua meia irmã Isabel Maria, Duquesa de Goiás, filha do seu pai com a amante, Domitila de Castro, Marquesa de Santos.
Aos quatro anos de idade, ficou órfã de sua mãe, a imperatriz Leopoldina, depois de abortar um menino, e anos depois vê seu pai casar com a sua nova “mãe” a princesa Amélia de Leuchtenberg.
Aos nove anos de idade, seu pai abdicou como Imperador do Brasil e regressou a Portugal para restaurar a coroa de sua filha mais velha, Maria II, que havia sido usurpada pelo seu irmão mais novo, Miguel I. Januária não acompanha o pai, e fica no Brasil pois ela herdaria o trono caso seu irmão morresse. A princesa continuou a se comunicar com o seu pai por meio de cartas.
Ela começou a viver com seus irmãos mais novos e vários tutores e sua infância foi marcada por uma educação rigorosa. Por ser ela, a mais velha dos príncipes que aqui ficaram, também era dela a responsabilidade de dar notícias ao pai e a sua nova mãe. Assim em 1833, a princesa Paula Mariana morreu antes dos 10 anos, Januária através de uma carta relatou o ocorrido ao pai:
"Amado, papai. Apesar de nossas constantes súplicas ao céu, nossa querida irmã Paula Mariana foi embora. Não encontramos consolo. Nossa amada irmã não está mais conosco. Além disso, o pequeno Pedro adoeceu gravemente. Chegamos a pensar que ele estava com a mesma febre de Paula Mariana, mas graças a Deus ele melhorou e já está sentado em sua sala de estudos. Para agradecer, nós, irmã Chica e eu, sua filha Januária, não comeremos açúcar até o aniversário de Pedro, dia 2 de dezembro. Querido papai, estamos desesperados e com grande consternação. Temos muita saudade de vós e também da nossa irmã Maria da Glória e de todos aqueles que estão contigo em Lisboa. Com a promessa de ser sempre filhos obedientes e amorosos, Januária, Francisca e Pedro."
Também foi à Januária que a Imperatriz Amélia dirigiu a notícia por carta da morte de D. Pedro I.

### Princesa Imperial

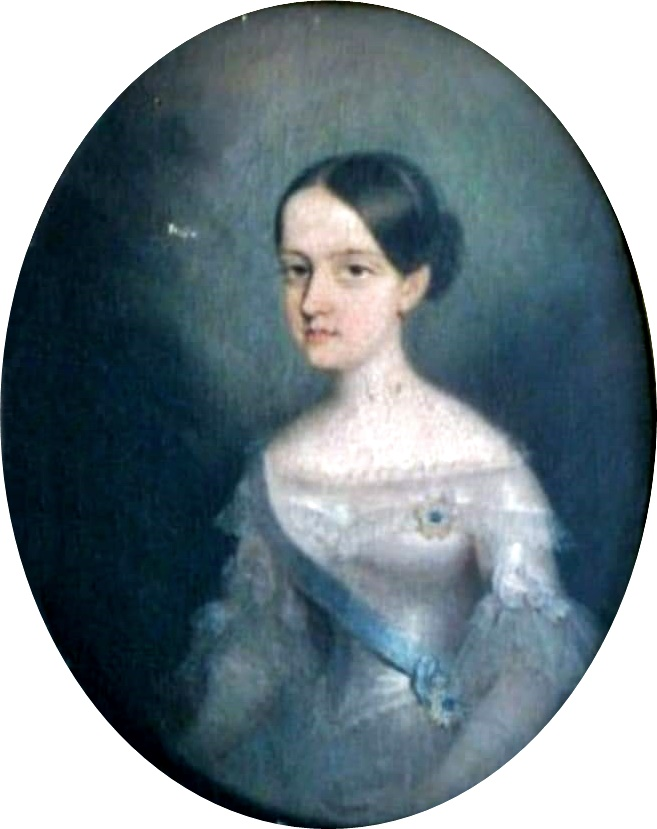

Com a abdicação de Pedro I do Brasil em 1831 e imediata mudança para a Europa para reconquistar a coroa portuguesa para a sua filha primogênita Maria da Glória, a sucessão do trono brasileiro precisava ser modificada. Foi expedida pela Assembleia dos Deputados uma lei nomeando Januária como Princesa Imperial do Brasil. O regente, padre Diogo Antônio Feijó, disse apenas que aceitava o documento em nome da Princesa Imperial.
No dia 4 de agosto de 1836, Januária (então com 14 anos de idade) entrou no salão do Paço do Senado, trazendo um rico vestido de ouro sobre o qual se divisava a insígnia da Grã Cruz da Imperial Ordem do Cruzeiro e, na presença dos deputados, com a mão sobre o missal, declarou solenemente com voz comovida:
Juro manter a religião Católica, Apostólica, Romana; observar a Constituição Política da Nação Brasileira e ser obediente às leis e ao Imperador.
Desta forma, Januária tornou-se Princesa Imperial do Brasil (herdeira do trono), até o nascimento de um filho de seu irmão Pedro II.

### Campanha para regente

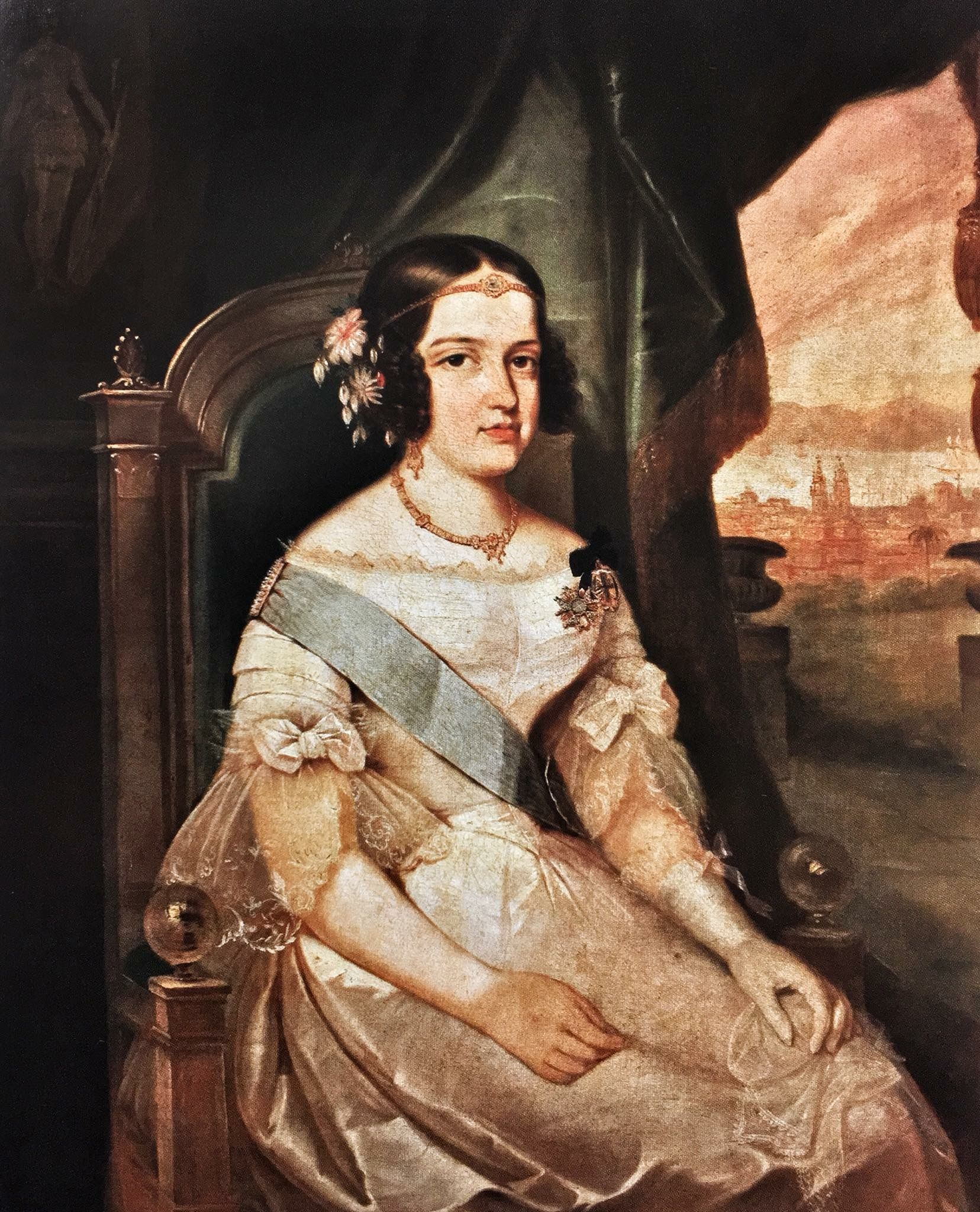
Retrato por Arnaud Pallière, c. 1830–1840

Em 1836, o governo regencial entrou em crise e, nessa época Januária entrou em cena, pois era a filha mais velha do imperador Pedro I. Alguns deputados liberais moderados passaram a defender que a regência fosse entregue à princesa D. Januária, irmã de D. Pedro II e Princesa Imperial do Brasil, então com quatorze anos, para que ela pudesse assumir a regência.
Devido à falta de apoio condicional, esta ideia não fez progressos. Permitir que comandantes e menores participassem é contra-intuitivo. Em 1837, Feijó renunciou e nomeou um adversário político, o senador Pedro de Araújo Lima, de Pernambuco. Embora o levante ainda estivesse ocorrendo, o comando do país começou a se normalizar. Logo depois, o parlamento lançou o Golpe da Maioridade e levou o jovem Pedro II ao poder.

### Casamento

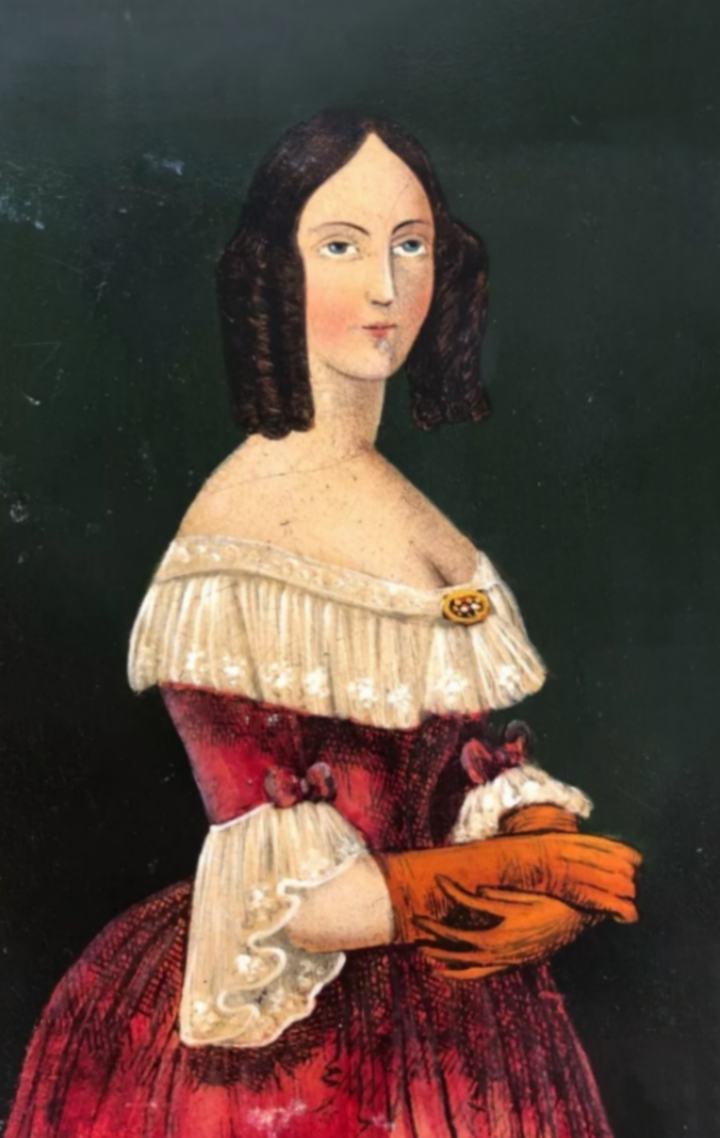
D. Januária na época de seu casamento.

Desde a época do início das conversas sobre o casamento de D. Pedro II, já se começava a cuidar do da irmã, D. Januária. Na falta de D. Pedro II, ela era a primeira na linha de sucessão, na falta de herdeiros do irmão, ela e seus filhos herdariam a coroa. Com isso, enquanto não se resolvesse o casamento de D. Pedro II, e esse começasse a fornecer herdeiros, Januária era, literalmente, um bem do Estado. Qualquer príncipe estrangeiro que se casasse com ela tinha que concordar em permanecer no Brasil, ao menos até que D. Pedro II tivesse o primeiro filho e esse fosse reconhecido herdeiro pela Assembleia. Os planos de se arrumar um arquiduque austríaco foram iniciados, pois a memória de D. Leopoldina estava viva demais e a preferência do povo por um arquiduque seria mais aceitável. Porém, os austríacos novamente não se interessaram.
A Rússia e a França tentaram sugerir príncipes das casas dinásticas para Januária, mas sem sucesso. Ao fim, cinco nações lançaram os olhos para os príncipes brasileiros entre 1835 e 1841: Portugal, França, Rússia, Espanha, Áustria e Sardenha.
Foram cogitados os nome do príncipe Fernando Filipe, Duque de Orleães, filho do rei Luís Filipe I e herdeiro ao trono da França, e do príncipe Augusto de Saxe-Coburgo-Koháry, mas nenhum dos dois tiveram sucesso.
Em janeiro de 1838, chegou ao Rio de Janeiro o Príncipe de Joinville, nascido em 1818, era o terceiro filho do rei dos franceses Luís Filipe I e da rainha Maria Amélia. E o rei de Sardenha enviou o príncipe Eugênio de Saboia nascido em 1816. O rei Carlos Alberto pediu, por via diplomática, a mão da princesa Januária para Eugênio. Dona Januária não o teria recusado, e também Dom Pedro II o achou muito simpático e inteligente, mas as pretensões foram tantas, por parte do rei, que as negociações fracassaram. O Príncipe de Joinville pediu oficialmente a mão de D. Francisca a D. Pedro II. Os preparativos para o casamento foram aos poucos sendo acelerados, D. Pedro II permitiu que o protocolo fosse quebrado e assim a irmã mais nova, e não a mais velha, pôde se casar primeiro.
Enquanto isso, através de um contato com o secretário do rei das Duas Sicilias, um pequeno reino Italiano, o diplomata Brasileiro em Portugal conseguiu saber que o rei tinha uma irmã mais nova em idade de casar. Depois do pedido oficial da mão da princesa, casavam-se por procuração em Nápoles, Dom Pedro II com a princesa Teresa Cristina das Duas Sicílias.
As coisas se ajeitariam com a chegada da esposa de D. Pedro II, a imperatriz Teresa Cristina, que viria para o Brasil com um irmão, o príncipe Luís Carlos, Conde d'Áquila, que veio acompanhar a imperatriz em sua viagem à sua nova pátria. Tanto Januária como o Conde d’Áquila gostaram um do outro e durante os festejos do casamento de Dom Pedro II, viram-se, o grande que foi o pesar da princesa, quando o príncipe voltou a Nápoles.
Os diplomatas e políticos entraram novamente em ação e acertaram o casamento. Costurou-se um acordo no qual a princesa só poderia fixar residência definitiva na Europa após o nascimento de um herdeiro de D. Pedro II e de D. Teresa Cristina. Enquanto isso, o casal, junto, e o príncipe, separadamente, só poderiam se ausentar do Brasil com permissão do imperador e da Assembleia.
O príncipe retornou ao Rio de Janeiro no início de 1844. O casamento de D. Januária foi cercado de muito mais pompa que o de sua irmã. D. Pedro II disponibilizou como moradia ao futuro cunhado o Paço da Cidade. O conde d’Áquila partiu no domingo, dia 28 de abril, para se encontrar com a noiva e os imperadores no Palácio de São Cristóvão. De lá, um grande cortejo seguiu até o Paço da Cidade. Passaram pelas ruas cheias de gente, coloridas por flores e pelas colchas nos balcões. No Paço, com a corte reunida e a chegada do corpo diplomático e dos ministros, seguiram para a Capela Imperial. Depois da cerimônia houve recepção no Paço, parada militar e um jantar. O Paço da Cidade agora ficava sendo a residência oficial da princesa imperial e de seu marido. No acordo matrimonial constavam:
Art. II. Logo que se verifique o matrimônio, Sua Alteza Real o Príncipe D. Luis Carlos Maria, Conde d'Aquila, esposo de Sua Alteza Imperial a Princesa Imperial do Brasil D. Januária Maria, será considerado como Príncipe da Casa e da Família Imperial do Brasil, e gozará de todos os direitos e prerrogativas que pela Constituição do Império competem a tais Príncipes. Tomará o título de Príncipe Imperial, que atualmente pertence á sua futura Augusta Esposa; quando, porém, Sua Majestade o Imperador tiver descendência, os dois Augustos Esposos tomarão o titulo de Príncipe e Princesa do Brasil, conservando com tudo o Tratamento de Alteza Imperial, seguem-se amplas dotações, para si e para os filhos, que serão também, Príncipes do Império.'' 
As coisas se mantiveram unidas sob a batuta de Aureliano Coutinho, Paulo Barbosa e Marianna Magalhães Coutinho. Paulo Barbosa, mordomo do Paço, sofreu logo um choque quando o conde d’Áquila dispensou seus serviços dizendo que ele próprio administraria sua casa. Desse estranhamento inicial nasceriam as primeiras rusgas entre D. Pedro II e o Conde d'Áquila. Ouvindo sempre seu mordomo, que inventava ao imperador, que Januária e o cunhado, planejava tomar seu poder, D. Pedro II se deixaria levar pela trama e acabaria se ressentindo do cunhado. D. Januária e o Conde d'Áquila passaram a ser destratados, ignorados por ministros, pelo mordomo e até mesmo pelo imperador, que em cerimônias ou visitas particulares não lhes dirigia a palavra.
O Conde d'Áquila sentindo-se humilhado pede permissão a Pedro II para voltar a Nápoles com sua esposa. Depois de ter sofrido várias recusas do soberano, o príncipe ameaça fugir do país se a permissão não for concedida. Finalmente, o conde e a condessa de Áquila embarcam no navio francês White Queen em 23 de outubro de 1844.

### Vida em Nápoles

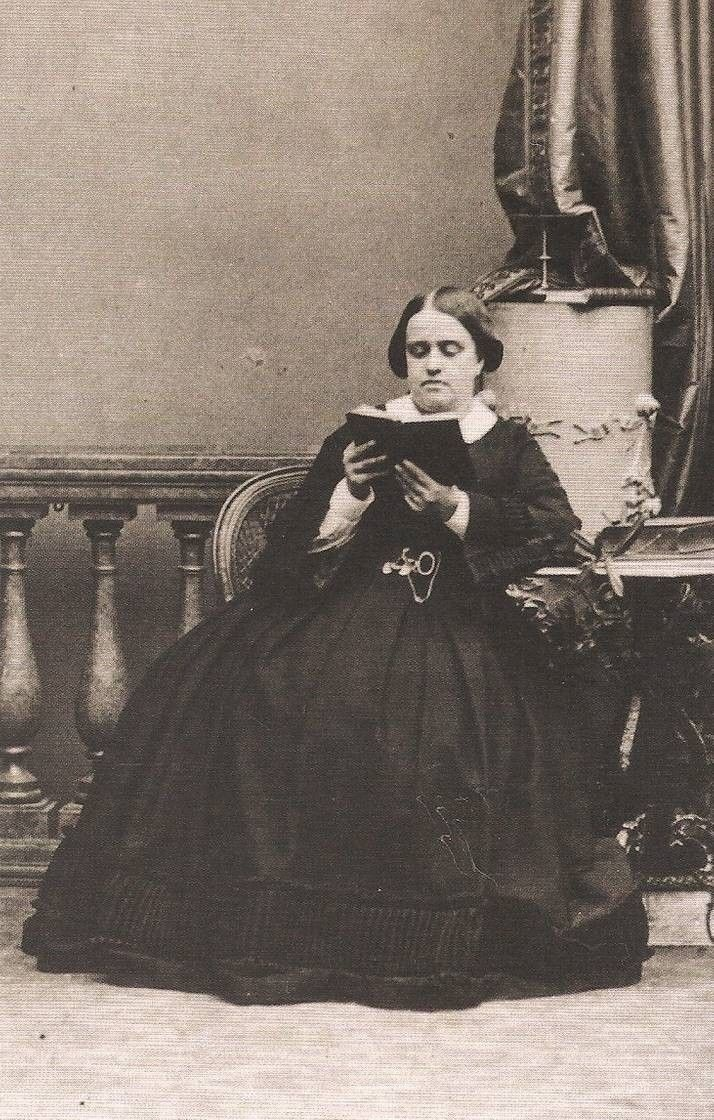

O príncipe e a princesa, desembarcaram em Brest, onde o prefeito local os aguardava. Seguiram logo para Paris, onde foram hospedados no Eliseu. Dona Januária ficou encantada com tão familiar recepção. Finalmente, depois de alguns dias, seguiram para Nápoles. Um navio os levaria de Marselha à capital do Reino. Grandes festejos os esperavam na chegada, hospedando-se por um período no Palácio Real. O rei Fernando II lhes reservou o Palácio Campo Franco, no centro de Nápoles. Nos primeiros dias, receberam muitas visitas de parentes e amigos que desejavam conhecer a brasileira. Pouco tempo depois da chegada, no dia 18 de julho de 1845, nasce o primeiro filho de D. Januária e do Conde d'Áquila, Luís Fernando, que recebeu o nome em homenagem ao pai e ao tio, o rei Fernando II.
Januária se acostumou bem à sua nova residência. Dali avistava um mar esplêndido, o clima era agradável, e além disso, ela mantinha um contato muito aprazível com todos os parentes. Saudades ela certamente sentia do longínquo Brasil, do bondoso irmão, ao qual frequentemente escrevia, e da natureza exuberante da fazenda do Córrego Seco, futura Petrópoles.
Quase um ano depois do primeiro filho, em 22 de julho de 1846, nasce a princesa Leopoldina. D. Januária não devia frequentar muito a sociedade, mantendo uma vida bastante solitária, embora recebesse regularmente em audiência, com o Visconde de Santo Amaro e a consorte Ana Constança Caldeira Brant, filha do Marquês de Barbacena. O Visconde era ministro do Brasil junto ao Reino das Duas Sicílias.
Muitas foram as visitas realizadas ao Palácio de Capodimonte, onde se encontra a imponente pinacoteca que os Bourbons herdaram dos Farnese. O lugar predileto do casal passou a ser o Palácio Real de Caserta, que visitaram no verão, quando Fernando II lá residia.
Em 12 de agosto de 1847, nasceu o príncipe Filipe Luís. Os condes d'Áquila viveram então um período sereno. Januária se ocupava dos filhos e o Conde d'Áquila se dedicava não somente à Marinha, mas ao restauro de antigas igrejas, a obras de caridade e à pintura.
Em 1848, nasceu um príncipe que viveu apenas 24 horas. E em 1851 nasceu o príncipe Emmanuel, que viveu apenas dois dias.
Em 1857, o Conde d'Áquila adquiriu a Villa Rosebery, no golfo de Nápoles, perto de Possílipo, que ostentava uma das mais bonitas vistas da região. Na mesma Luís Carlos continuava a ampliar o parque com plantas raras e construiu um pequeno porto. Ele batizou a vila de “Brasiliana”, em homenagem à Januária. Os trabalhos de repristinação do parque duraram 3 anos, até que, em 1860, com a queda da Monarquia Borbônica, os piemonteses, iniquamente expropriaram a “Brasiliana”, sem que a família tivesse tido ocasião de usá-la.
O ano de 1859 foi muito triste para o casal, pois em 14 de fevereiro faleceu a princesa Leopoldina, com 13 anos. Para Januária foi uma profunda dor – “era a minha consolação e companhia”, lamentava-se ela.
Poucos meses depois, em 22 de maio faleceu o rei Fernando II, então com 49 anos. Foi outra perda irreparável, e daquele momento em diante o Reino estava fadado ao fim, e também o prestígio do Conde d’Áquila.

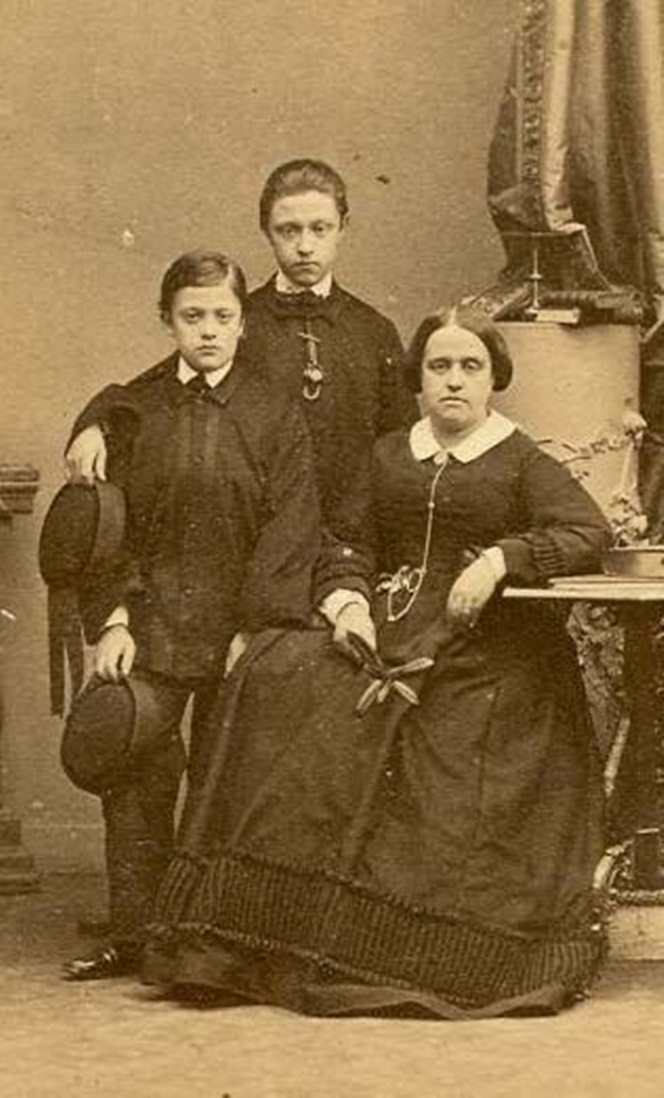
D. Januária e seus dois filhos sobreviventes, Luís e Filipe

Com o lançamento da Expedição dos Mil por Giuseppe Garibaldi, o país ameaça entrar em colapso. Com a situação cada vez mais tensa, Januária pediu a D. Pedro II que enviasse a corveta “Isabel”, que estava em Marselha, para proteger a ela e aos filhos. Em 3 de junho, de Possílipo, noticiava: “A fortaleza de Castelnuovo, que é perto de Palermo, foi entregue ao almirante inglês para ser deixada a Garibaldi. Fala-se abertamente que os generais traíram o rei”.
Em 24 de junho, a princesa envia a última carta do Reino das Duas Sicílias: “O navio “Veloce” se entregou a Garibaldi por traição do comandante, mas boa parte da tripulação, pilotos e maquinistas se recusaram a trair a pátria, e, assim, Garibaldi os substituiu pelos marinheiros de um vapor Sardo”.

### Exílio
Januária e sua família embarcam na corveta “Isabel” por ordem de Francisco II, que, em virtude das maquinações secretas do Conde d'Áquila, lhes ordenaram o exílio. Dizia-se que o Conde d'Áquila, numa exasperada tentativa, quis depor o rei e criar uma regência por ele presidida. O fato foi comunicado a Francisco II, que sem poder acreditar, deu uma gargalhada dizendo: “O Conde d’Aquila que aspire ao trono do Brasil”. De qualquer maneira, na dúvida, Francisco II condenou-o ao exílio.
Dona Januária a salvo, e a bordo da corveta “Isabel” escreve a D. Pedro II, que, sem dúvida, devia andar preocupado com as notícias que chegavam do velho continente. Januária escreve a D. Pedro II:
“Tu hás de saber que o Luiz muito se ocupou para que vigorasse aqui a Constituição e as reformas para salvar o rei e a família desta horrível torrente que é a anexação ao Piemonte, porque ele tem amor à pátria. No dia 12, Luiz, percebendo que o país ia numa perfeita anarquia, foi ao Conselho e falou duramente ao rei […]. No dia seguinte, às 6 horas da tarde, veio-lhe a ordem de exílio para Londres”.
Na corveta brasileira “Isabel”, comandada pelo capitão Bento José de Carvalho, viajaram também o Conde e a Condessa de Santo. A despeito de seguirem para Londres, os condes d’Áquila desembarcaram em Marselha e optaram por permanecer em Paris, onde se instalaram à Avenue de l`Imperatrice. Napoleão III não criou alguma dificuldade e os declarou bem-vindos.

### Vida na França
Dona Januária preferiu a capital francesa pelo clima, pois se queixava de muitas dores reumáticas. O Conde d’Áquila teve que se defender, pois os piemonteses o acusaram de traidor do sobrinho e de ter combinado várias traições com a maçonaria, aconselhando seus oficiais de se renderem. Foi uma campanha denigridora do Piemonte contra todos os membros da Família Real Duo Siciliana.

### Vida em Londres

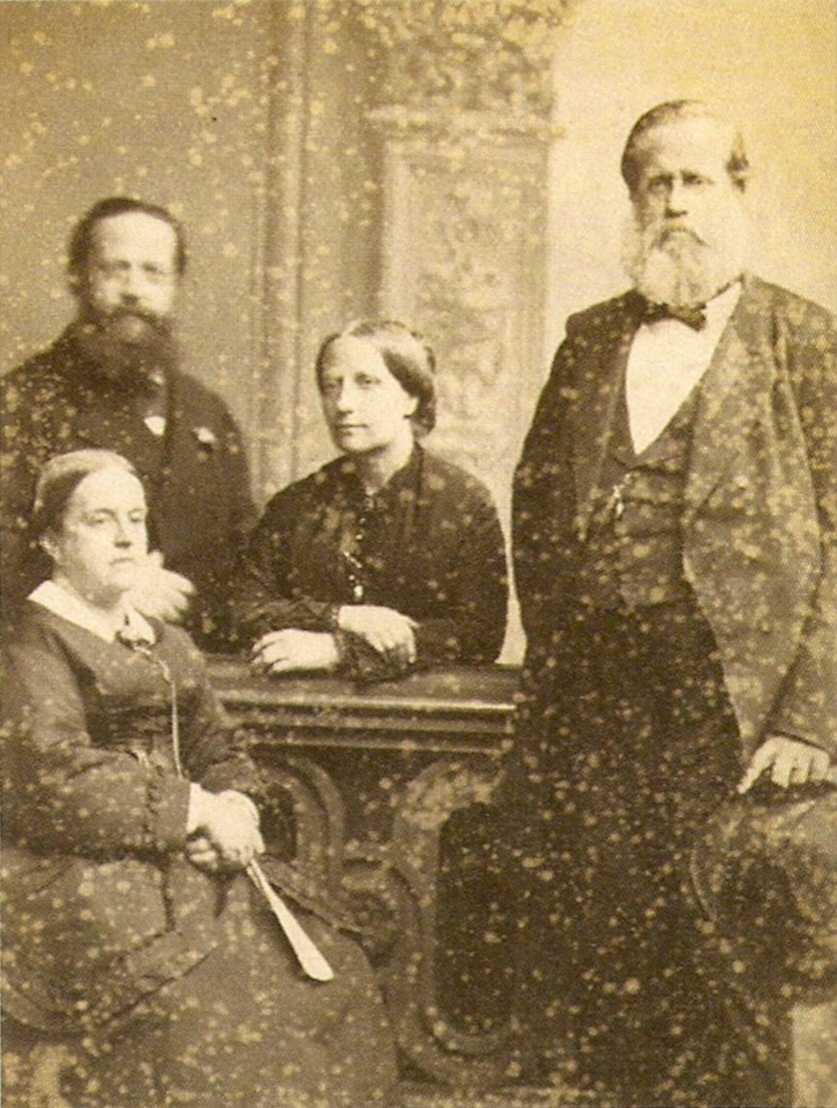
Os condes d'Áquila com os imperadores do Brasil em 1871

Os Condes d’Áquila transferiram-se para Londres, onde, em 1872, acontece finalmente o encontro, certamente comovedor, com D. Pedro II, D. Teresa Cristina e D. Francisca, depois de 30 anos. Foram ao Castelo de Windsor, visitar a rainha Vitória.
Em Londres, alguns anos mais tarde, esgotaram-se os recursos familiares e os Condes tiveram sério revés, passando a viver em estado de grande penúria. Desgraçadamente Luís Carlos ficou, penso pela sua inexperiência e leviandade, envolvido num problema de dívidas e sequestro de bens, que foi largamente divulgado e que repercutiu também negativamente no Brasil. O conde morreu em Paris, em 1897.

### Últimos anos
Com a morte do marido, Dona Januária se transferiu para o sul da França, passando a residir com o filho Filipe. Ela sobreviveu à queda do Império e aos irmãos, levando ao final uma vida pobre, mas digna, falecendo em Nice, em março de 1901 aos 79 anos de idade.

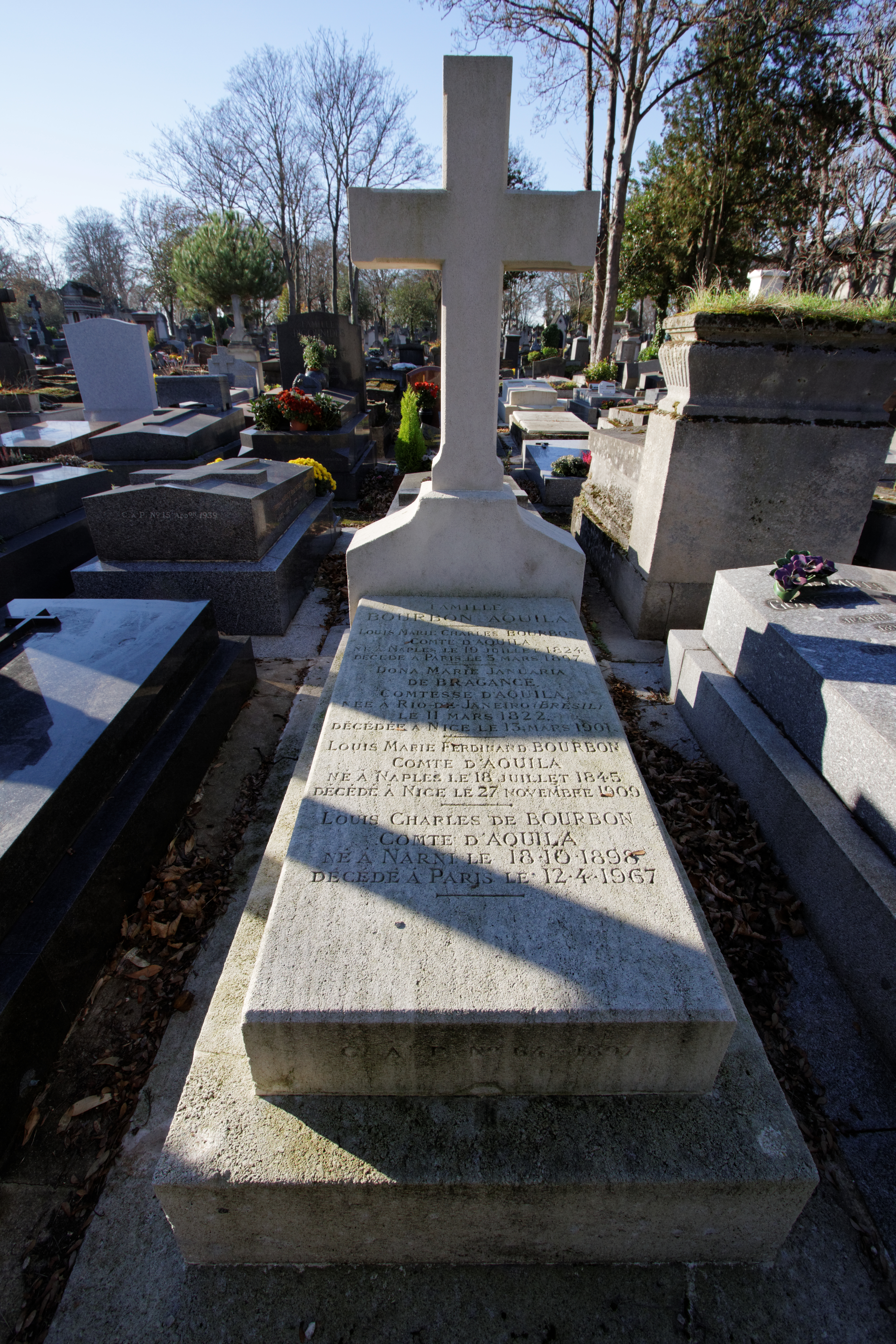
Túmulo da princesa D. Januária

No Brasil, Dona Januária é lembrada por três cidades que trazem o seu nome mas é esquecida pela maior parte dos nossos compatriotas. A bondosa primeira Princesa Imperial do Brasil está sepultada numa modestíssima tumba no Cemitério do Père-Lachaise, em Paris, onde o musgo encobre até a inscrição da lápide. Nota-se em triste e total abandono.

## Títulos e honrarias

### Títulos e Estilos
- 11 de março de 1822 — 12 de outubro de 1822: Sua Alteza, a Infanta Januária de Portugal
- 12 de outubro de 1822 — 30 de outubro de 1835: Sua Alteza, a Princesa Januária do Brasil
- 30 de outubro de 1835 — 28 de abril de 1844: Sua Alteza Imperial, a Princesa Imperial
- 28 de abril de 1844 — 23 de fevereiro de 1845: Sua Alteza Imperial e Real, a Princesa Imperial, Condessa de Áquila
- 23 de fevereiro de 1845 — 5 de março de 1897: Sua Alteza Imperial e Real, a Condessa de Áquila
- 5 de março de 1897 — 13 de março de 1901: Sua Alteza Imperial e Real, a Condessa Viúva de Áquila

### Honrarias
Brasileiras
- Grã-Cruz da Imperial Ordem do Cruzeiro
- Grã-Cruz da Imperial Ordem de Pedro I [21]
- Grã-Cruz da Imperial Ordem da Rosa

Estrangeiras
- Senhora da Primeira Classe da Ordem da Cruz Estrelada ( Áustria-Hungria)[22][23]
- Senhora da Ordem das Damas Nobres de Espanha ( Espanha)

## Descendência

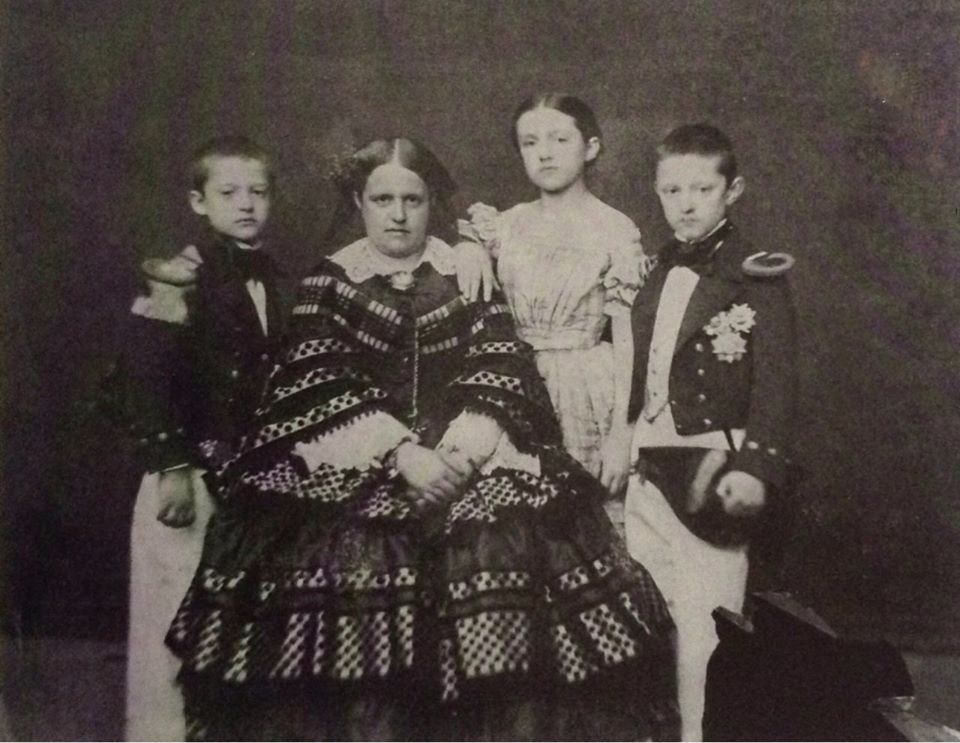
D. Januária com seus filhos, Luís, Leopoldina e Filipe

Januária e o príncipe Luís Carlos, Conde de Áquila, tiveram os seguintes filhos:
| Nome          | Imagem | Nascimento             | Morte                   | Notas                                                                                    |
| ------------- | ------ | ---------------------- | ----------------------- | ---------------------------------------------------------------------------------------- |
| Luís Fernando |        | 18 de julho de 1845    | 27 de novembro de 1909  | Casou-se morganaticamente com Maria Amelia Isabel Bellow-Hamel y Penot, com descendência |
| Leopoldina    |        | 22 de julho de 1846    | 14 de fevereiro de 1859 | Morreu na infância, está sepultada na Basílica de Santa Clara                            |
| Filipe Luís   |        | 12 de agosto de 1847   | 9 de julho de 1922      | Casado morganaticamente com Flora Böonen, sem descendência                               |
| Filho         |        | 11 de setembro de 1848 | 12 de setembro de 1848  | Viveu apenas 24 horas, está sepultado na Basílica de Santa Clara                         |
| Emmanuel      |        | 24 de janeiro de 1851  | 26 de janeiro de 1851   | Morreu com dois dias de vida, está sepultado na Basílica de Santa Clara                  |

## Galeria

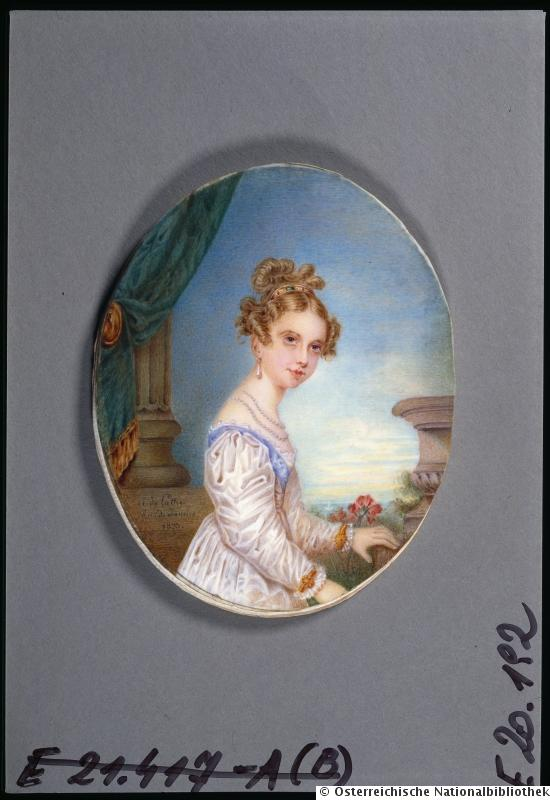
D. Januária Maria de Bragança

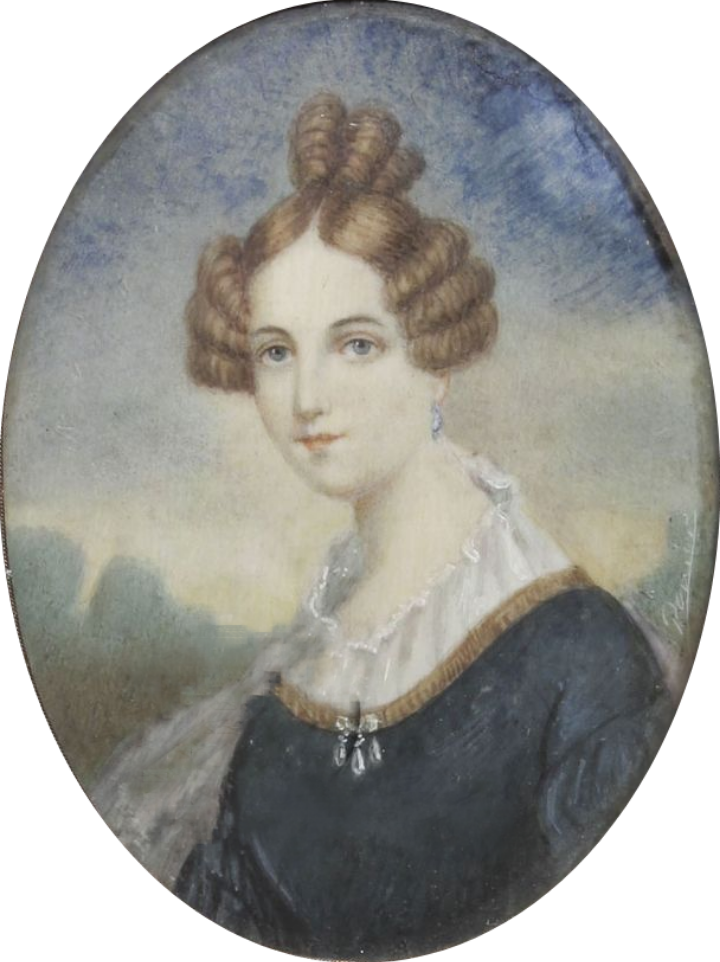
D. Januária, Princesa Imperial do Brasil

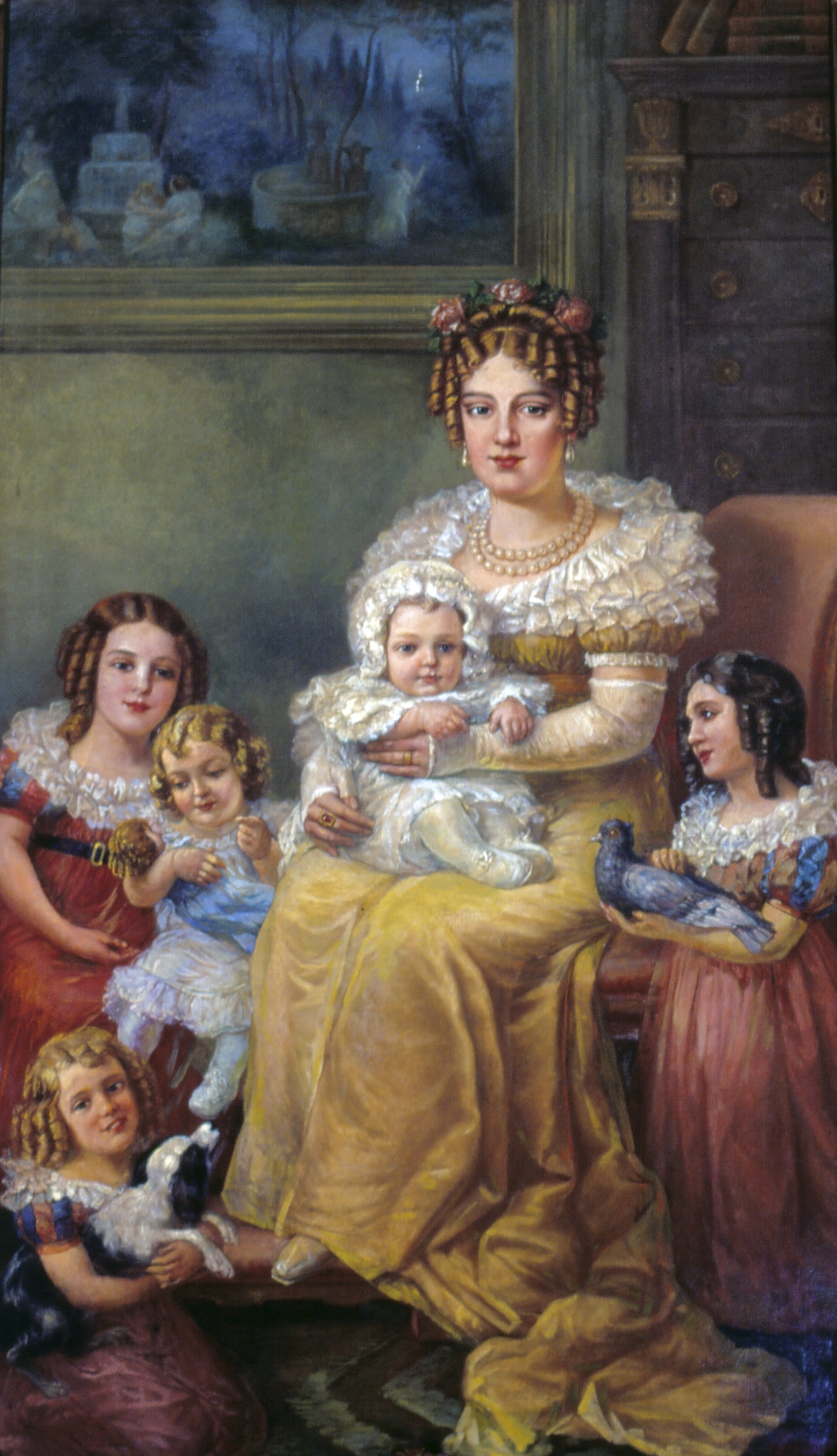
D. Januária, com sua mãe D. Leopoldina, com suas irmãs e com seu irmão, Dom Pedro II, por Domenico Failutti